# Hermacha nigromarginata
Hermacha nigromarginata is een spinnensoort in de taxonomische indeling van de bruine klapdeurspinnen (Nemesiidae).
Hermacha nigromarginata werd in 1907 beschreven door Strand.